# Juncker (Bildhauerfamilie)
Juncker ist der Name einer fränkischen Künstlerfamilie, deren Mitglieder vom Ende des 16. Jahrhunderts bis zum Ende des 17. Jahrhunderts tätig waren.
Mitglieder der Künstlerdynastie Juncker (auch Junker, Junckher, Yuncker, Guncker, Seaucker) arbeiteten in Franken an den Repräsentationsstätten der regionalen Eliten.

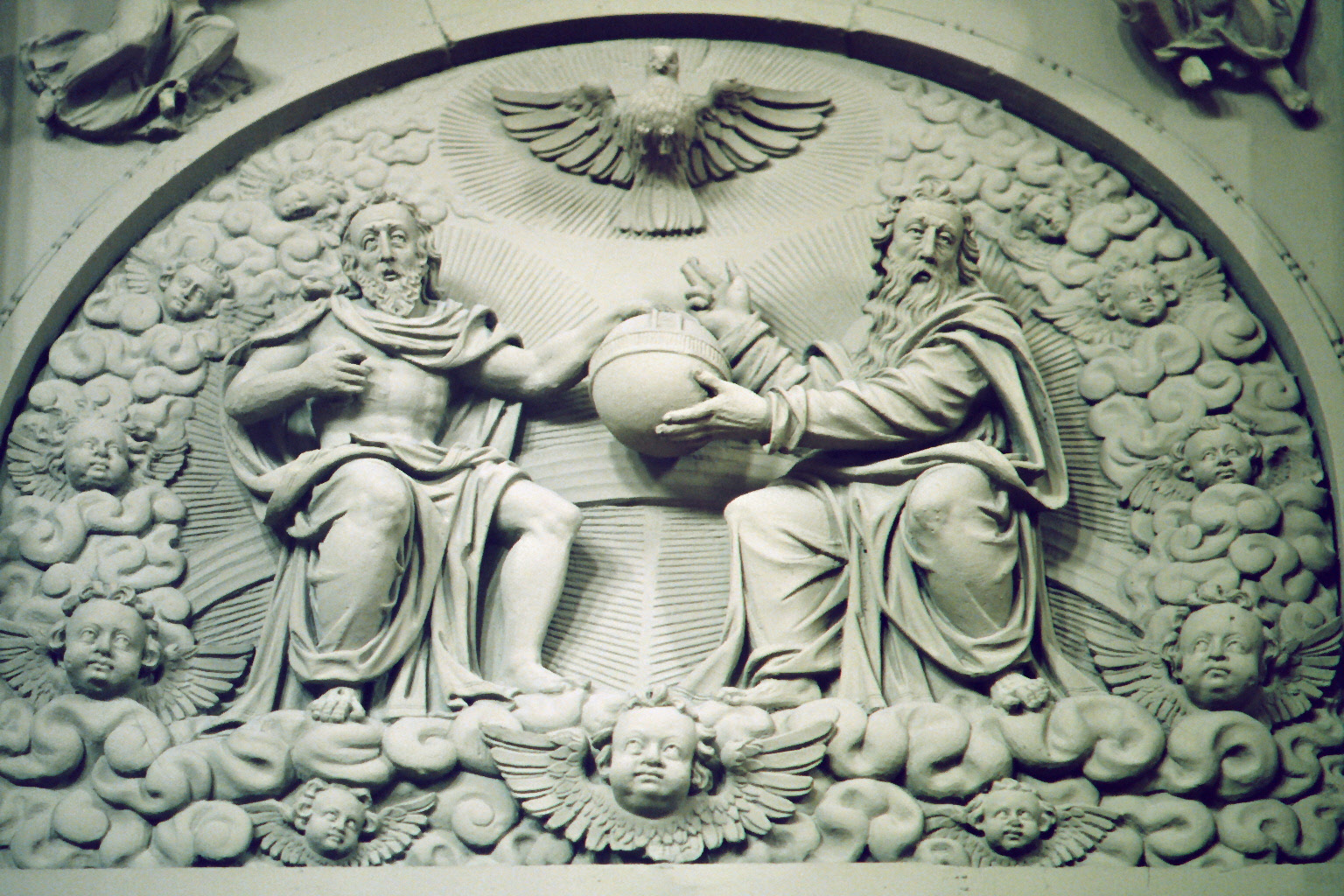
Michael Juncker d. Ä.: Trinität im Auszug des Apostelaltars Messelhausen 1596

Als Bildhauer fertigten sie Portale, Altäre, Taufsteine, Grabmale, Kanzeln, Bildstöcke und Kamine mit figürlichem Schmuck. Bevorzugte Materialien waren Alabaster, Sandstein, Tuff und Marmor. Terrakotta und Holzarbeiten sind nur wenige erhalten. Die Stilmerkmale ihrer Werke durchlaufen Renaissance, Manierismus und Barock und schaffen eine regionale Ausprägung in weiten Teilen Frankens.

## Michael Juncker d. Ä.

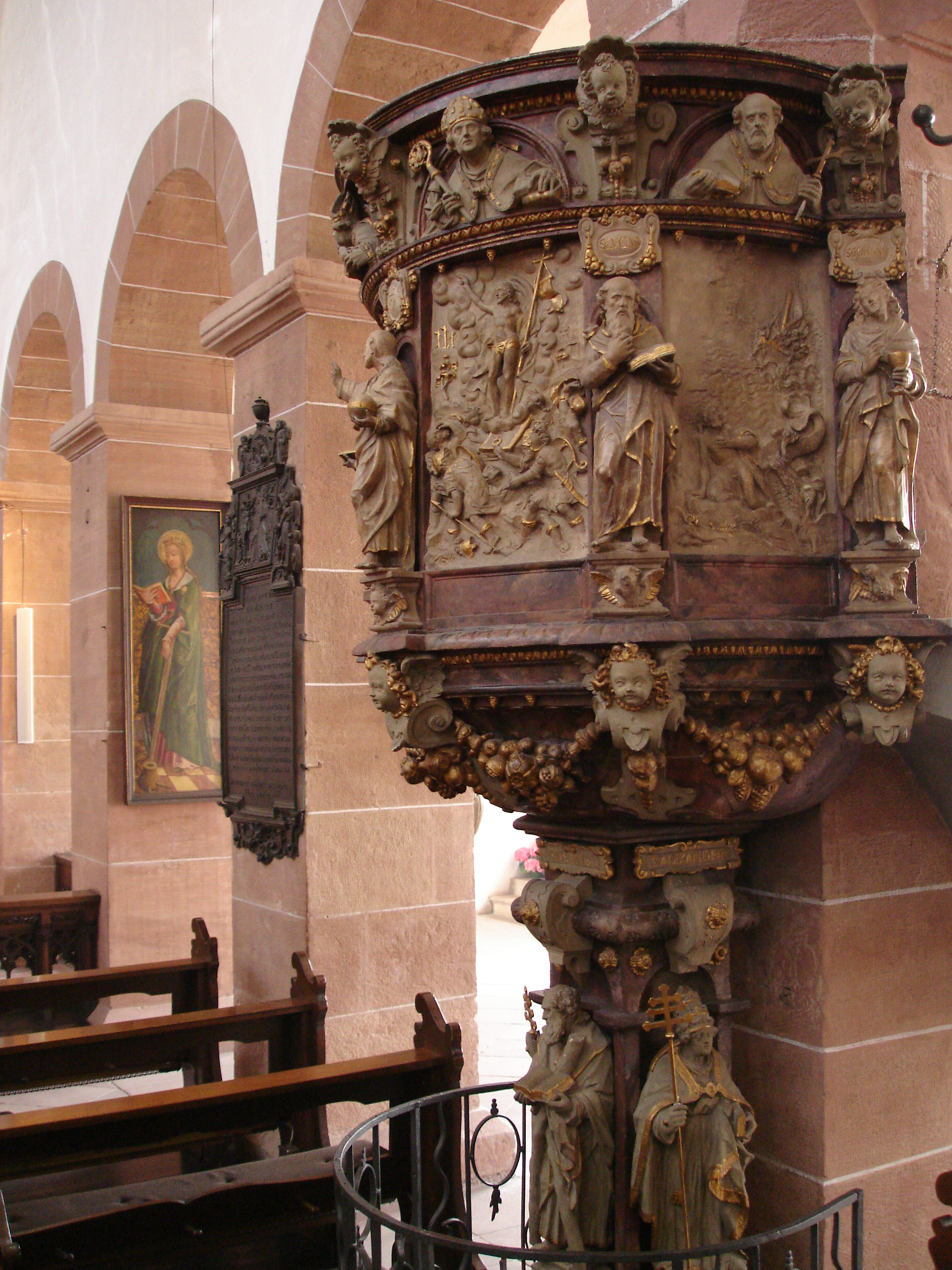
Johannes (Hans) Juncker: Kanzel der Stiftskirche Aschaffenburg um 1602

Die erste Erwähnung Michael Junckers d. Ä. findet sich 1588 in Walldürn (Odenwald). Herkunft und Ausbildungsort sind unbekannt. Der Geburtszeitraum der Kinder lässt auf sein eigenes Geburtsjahr zwischen 1550 und 1560 schließen. Als Sterbejahr Michael Junckers, inzwischen Bürger von Miltenberg am Main, ist ca. 1625 zu nennen. Größere Arbeiten von ihm finden sich in Schloss Weikersheim (Kamin des Rittersaals) und in der St.-Burkhard-Kirche zu Messelhausen/Tauberfranken (Portal, Apostelaltar, Sakramentshäuschen). Orientierung besteht im ornamentalen Floris-Stil. Von den vier bekannten Söhnen wurden drei Bildhauer und einer Michael Junckers Werkstattgehilfe.

## Johannes (Hans) Juncker
Hans Juncker lebte von ca. 1582 bis ca. 1624 und war das „Wunderkind“ der Bildhauerfamilie. Sein erstes eigenhändiges Werk, das er sechzehnjährig fertigstellte, ist der Altar der Dorfkirche in Darstadt bei Ochsenfurt. Nach der Ausbildung bei Vater Michael und Heirat 1606 in Miltenberg stand Johannes Juncker in Diensten des Mainzer Erzbischofs Johann Schweikhard von Cronberg. In Zusammenarbeit von Architekt Georg Ridinger und Bildhauer Johannes Juncker wurde die Johannisburg in Aschaffenburg in den Folgejahren zum Zweitresidenzschloss des Erzbischofs umgebaut. Es entstand eine der wichtigsten Anlagen der späten Renaissance in Deutschland.
Das Jugendwerk Johannes Junckers bestand hauptsächlich aus Tuffstein und orientierte sich am Vorbild des Vaters (Beispiele in Würzburg, Arnstein, Aschaffenburg). Bevorzugtes Material weiterer Schaffensphasen J. Junckers war Alabaster. Der „feine Stil“ war gekennzeichnet durch eine süße Weichheit (z. B. Kanzel Stiftskirche Aschaffenburg). Mit dem Hauptaltar der Schlosskapelle in Aschaffenburg näherte sich Junckers Stil Künstlerkollegen wie Hubert Gerhard an. Seine Figuren erhielten mehr Volumen, eine starke Bewegtheit und überstreckte Glieder und damit manieristische Merkmale. In den folgenden Werken drückte Johannes Juncker intensive Innigkeit aus (Magdalenenaltar Aschaffenburg).
Gegen 1624 verliert sich die Spur des Bildhauers. Sein Bruder Zacharias orientierte sich an den Stilformen Johannes Junckers und führte die bildhauerische Familientradition fort.

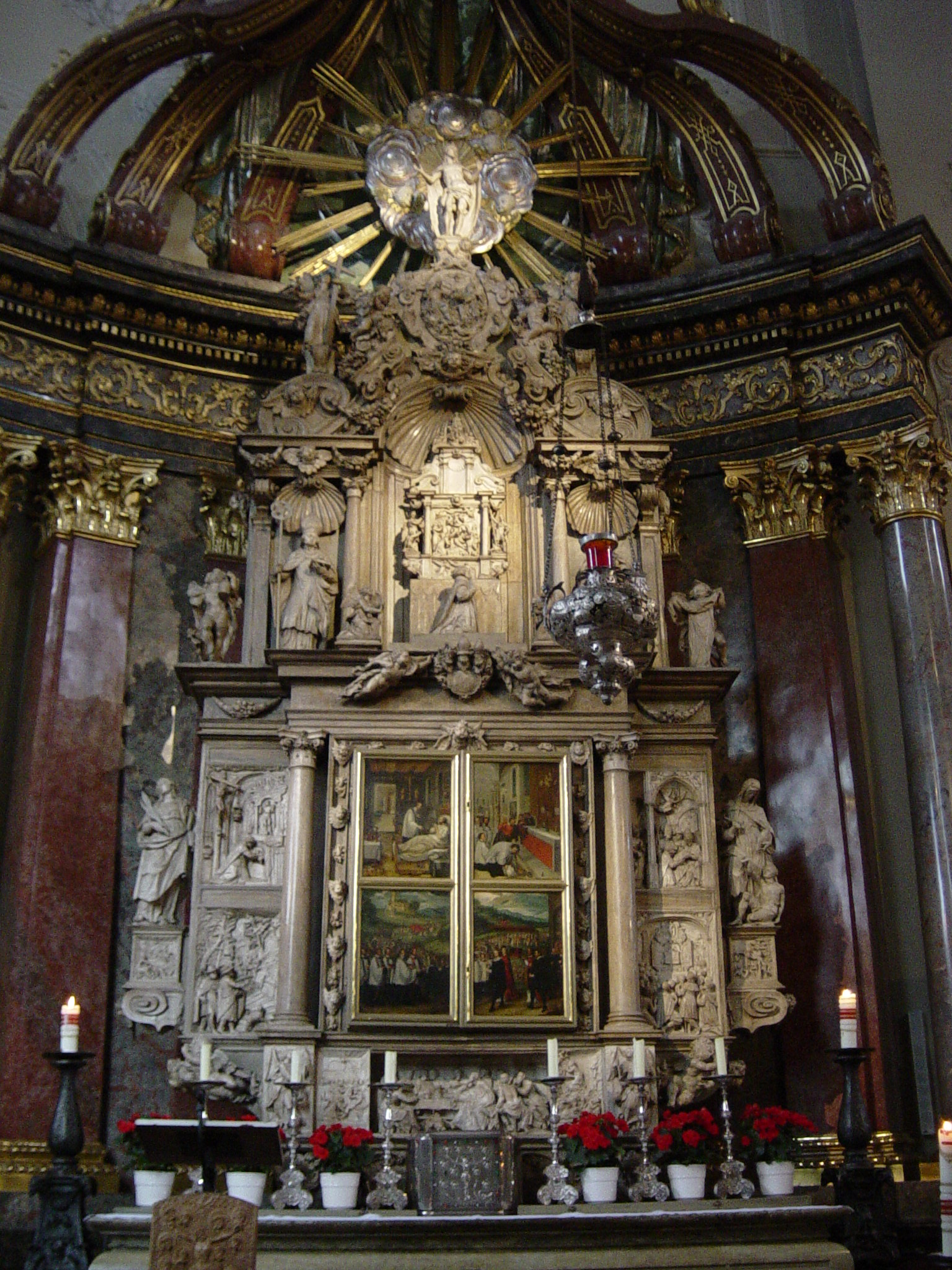
Zacharias Juncker d. Ä.: Retabel des Heilig-Blut-Altar in Walldürn 1622–1626

## Zacharias Juncker d. Ä.
Zacharias lebte von ca. 1578 bis 1665. Er war Michael Junckers ältester Sohn. Nach Ausbildung im väterlichen Betrieb und Hochzeit 1606 wurde er 1608 Bürger in Würzburg. Um 1620 kehrte er in seine sehr wahrscheinliche Geburtsstadt Walldürn zurück, um in mehrjähriger Arbeit sein Hauptwerk für die Wallfahrtskirche St. Georg zu schaffen. Der Heiligblutaltar, dessen überreiche, detailgenaue Schmuckformen aus Alabaster sind, ist noch heute Aufbewahrungsort für das wundertätige Korporale und damit Zentrum einer der großen Wallfahrten Deutschlands. Beachtenswert sind vor allem vier Reliefs, die Episoden der Wunderüberlieferung illustrieren und als eigenständige Kompositionen gelten. Deutlicher noch als sein Bruder, der ihm Vorbild war, inszenierte Zacharias Juncker mit Fruchtschnüren, Putten und Voluten organische Formen. Von Miltenberg aus versorgte Zacharias in den folgenden vier Jahrzehnten das Gebiet zwischen Aschaffenburg und Ebrach mit qualitätvollen Bildhauerarbeiten. Eine Bildhauerwerkstatt in Miltenberg führte auch sein Sohn Zacharias Juncker der Jüngere.

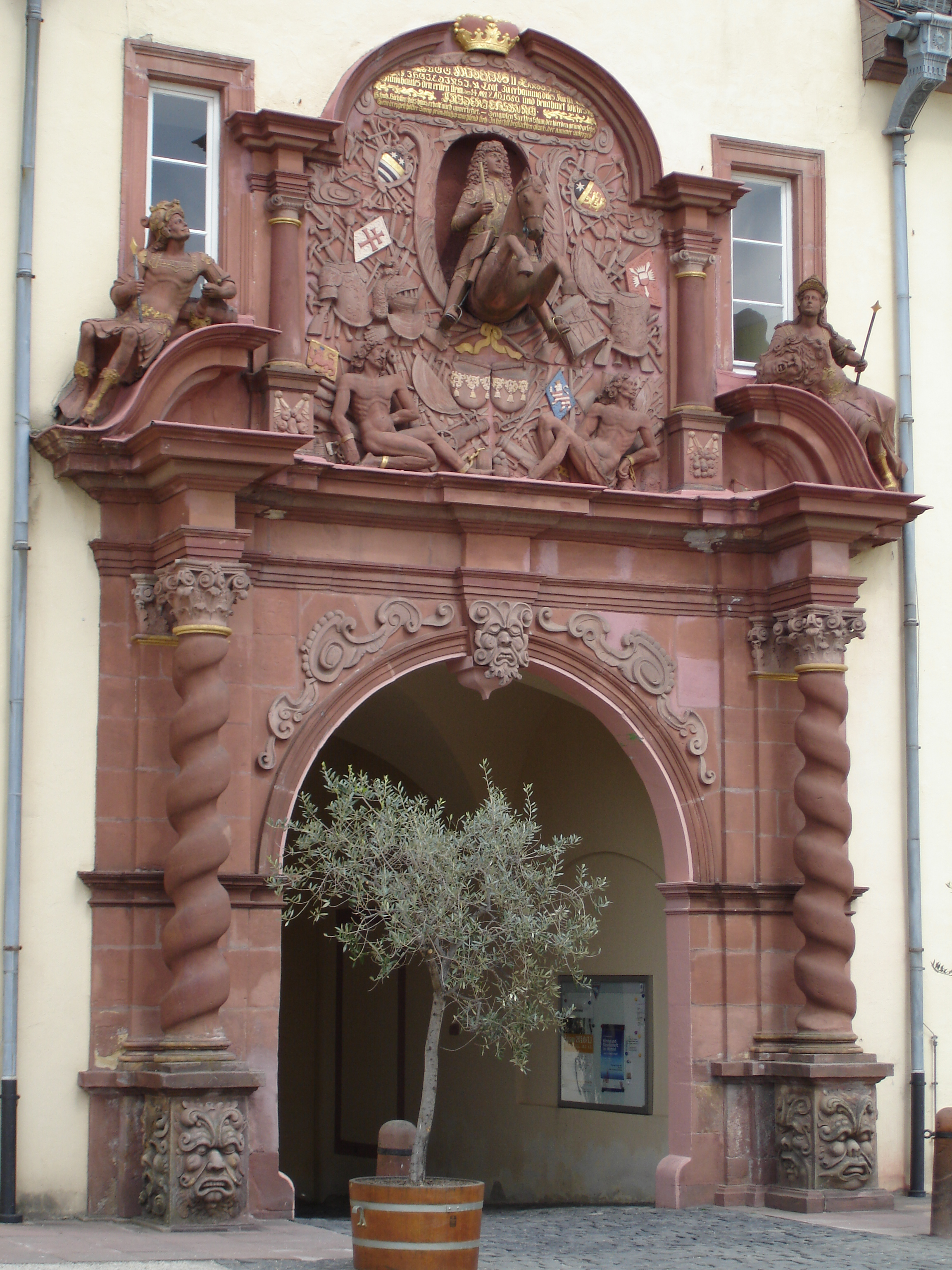
Zacharias Junckers d. J: Portal im Schloss Bad Homburg von 1680

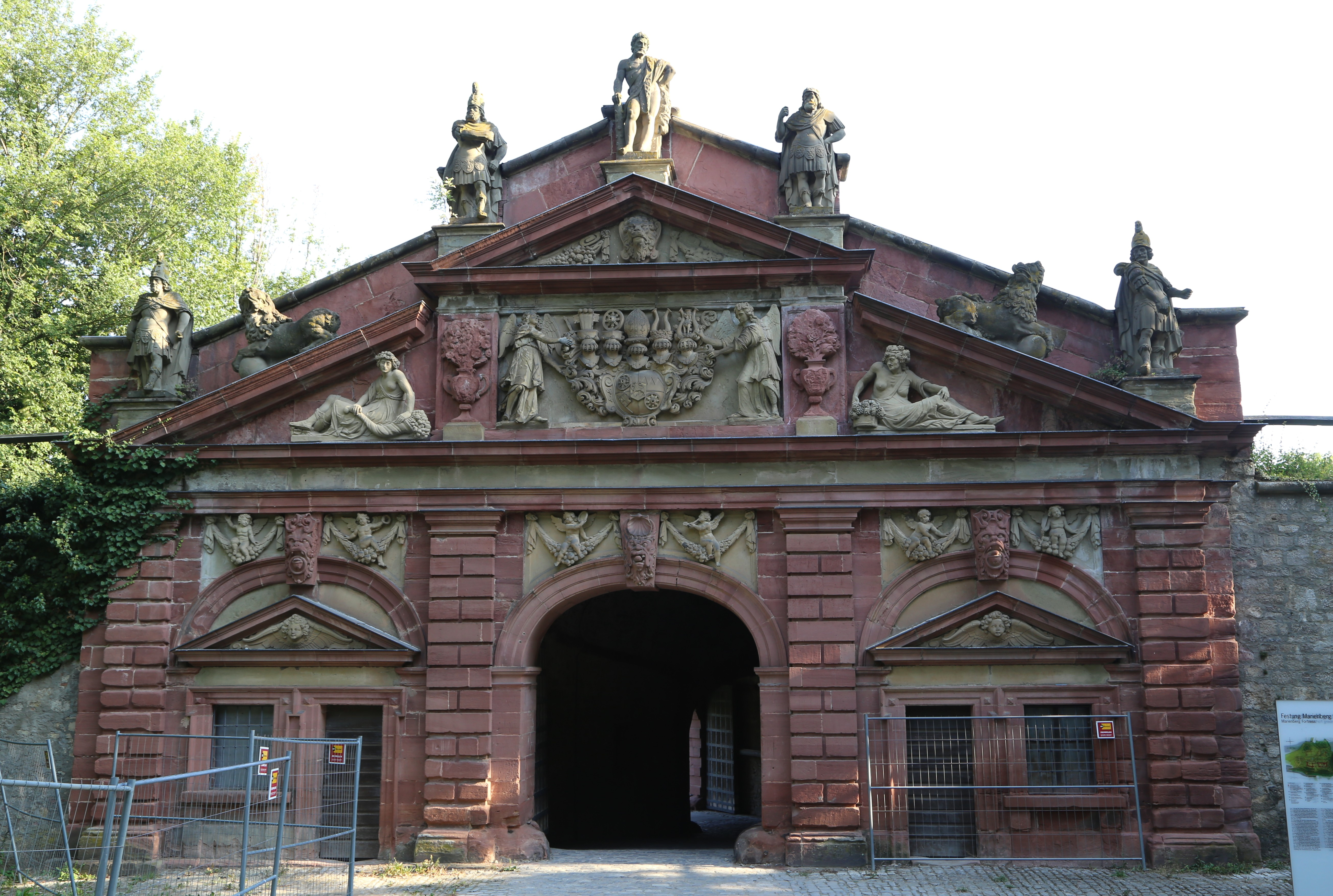
Innenfassade des Neutors der Würzburger Festung

## Zacharias Juncker d. J.
Er lebte von 1622/23 bis 1685, war Meister seit 1654, arbeitete lange an väterlichen Aufträgen mit (z. B. am Neutor der Festung Marienberg in Würzburg, wofür er auch 1652 die Keilsteinmasken an der Innenseite des Tors schuf). Werke ohne des Älteren Beteiligung lassen sich erst nach dessen Tod benennen. Der Kreuzaltar in Kloster Bronnbach/Tauber, der 1667–1670 entstand, und mehrere Portale an Schloss Homburg vor der Höhe um 1680 gehören dazu. Die Verwendung gewundener Säulen und ein Erstarren der Figuren in Bewegung (z. B. beim reitenden Landgrafen in Homburg oder bei einem Engeltorso im Domschatzmuseum Würzburg) sind stilistische Neuerungen im Zeitgeschmack des Barock.

## Valentin Juncker
Valentin Juncker lebte von ca. 1585 bis vor 1651 und wird im Buch Die Ansbacher Hofbaumeister von Adolf Bayer erwähnt, wo unter anderem seine Unterschrift zu finden ist. Valentin Juncker hatte mehrere Kinder. Seine Tochter Barbara Elisabeth Juncker wurde am 1. Juni 1615 in Ansbach geboren und heiratete am 23. November 1651 in Horkheim bei Heilbronn Hanß Habold. Die Nachfahren dieser beiden waren zu einem großen Teil Amtsleute und leben heute weltweit. Bei der Heirat wurde ihr Vater Valentin Juncker bereits als verstorbener Bildhauer zu Onoltzbach (heute Ansbach in Bayern) bezeichnet. Laut Adolf Bayer war Valentin Juncker ein in Ansbach tätiger, fremder Künstler, der sich dort seit 1609 aufhielt. Adolf Bayer nimmt Bezug zur Bildhauer-Familie Juncker, die sich in Mainfranken, zu Miltenberg, Aschaffenburg und Walldürn hohen Ruhm erwarb. Vermutlich war Valentin Juncker ein Sohn von Michael Juncker d. Ä.
Valentin Junckers Werke waren beispielsweise ein Taufstein aus Windsheimer schwefelsaurem Kalkstein, der später in die Kirche von Merkendorf kam.
Laut Adolf Mayer wechselte Valentin Juncker im Jahr 1621 nach Erhalt seines Honorars endgültig von der Bildhauerei zur Architektur über, nachdem er Pläne, Abrisse und Visierungen zum Ansbacher Rathaus erstellte. Somit stieg er im Bayreuth-Kulmbacher Fürstentum zum brandenburgischen Hofbaumeister auf, wo er von 1624 für den Markgraf Christian das Schloss Scharffeneck baute und dabei seine Verbundenheit mit der Aschaffenburger Künstlerfamilie Juncker zeigte. Man bezeichnete ihn als „kunstreicher fürstlich brandenburgischer Baumeister“. Valentin Juncker erstellte außerdem Pläne und ein Holzmodell vom Chor der St.-Stephans-Kirche in Bamberg und war nach 1628 für den Grafen von Mansfeld tätig. Zum Titel des Hofbaumeisters verhalf ihm der Ansbacher Bürgermeister Wolfgang Seuboldt, der ihn mit dem Bau des Ansbacher Rathauses beauftragte.

## Ausstellungen
- 10. Mai bis 7. September 2014: Wunderkind mit Hammer und Meißel – Der Bildhauer Hans Juncker und der Aschaffenburger Schlossbau, Schlossmuseum Aschaffenburg, Schloss Johannisburg[2].